# Distretto di Malda
Malda è un distretto dell'India, situato nello stato del Bengala Occidentale, al confine con il Bangladesh, alla sinistra del fiume Gange. Al censimento del 2001 la sua popolazione assommava a 3.290.160 abitanti, e la superficie si estende per 3.733 chilometri quadrati; il capoluogo è English Bazar. L'economia della regione è basata prevalentemente sull'agricoltura (in particolar modo cereali, semi oleosi, tabacco, juta, manghi). Centro importante, oltre al capoluogo, è Old Malta.
Importanza storica rivestono invece le imponenti rovine delle città di Gaur e di Pandua, risalenti ai secoli XV e XVI.